# Бріонська зустріч

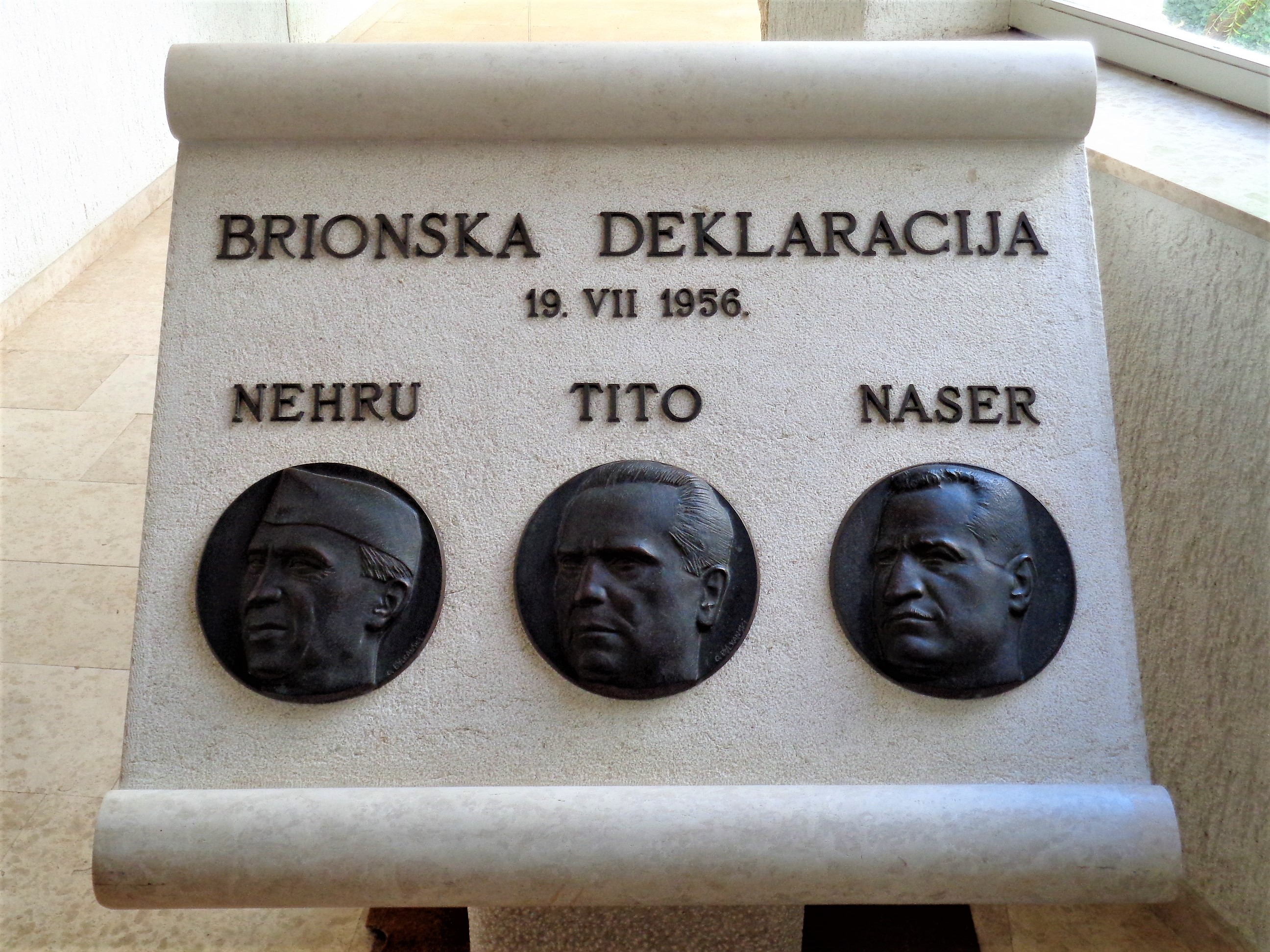
Меморіальна кам'яна дошка, присвячена Бріонській декларації, у Бріонському музеї на островах Бріуни.

Бріонська зустріч (сербохорв. Brionski sastanak) — офіційна зустріч між президентом Єгипту Гамалем Абделем Насером, прем'єр-міністром Індії Джавахарлалом Неру та президентом Югославії Йосипом Броз Тіто, яка відбулася 19 липня 1956 року на тодішніх югославських островах Бріуни, що входили до складу Народної Республіки Хорватія (нині в Хорватії). Нарада трьох керівників держав стала однією з головних ініціатив серед країн, які не пристали ні до Західного, ні до Східного блоків, на їхньому шляху до створення Руху неприєднання, заснованого на 1-му саміті Руху неприєднання у Белграді 1961 року. За зустріччю слідкували 120 югославських та іноземних журналістів.
Три лідери підписали документ, відомий як Бріонська декларація, в якому зазначено, що «миру не можна досягти через поділ, а лише через прагнення до колективної безпеки в глобальному масштабі. Він досягається шляхом розширення простору свободи, а також припиненням панування однієї країни над іншою». Французькі ЗМІ розкритикували югославських господарів заходу за те, що ті відвели важливу роль питанню визвольної боротьби у французькому Алжирі, тим часом британські аналітики відзначили наполягання Насера на цьому питанні, посередницькі спроби Неру та рішення Тіто не зустрічатися з представниками алжирської делегації під час наради.